# Reve (Einheit)
Mit Reve wurde ein Basler Längenmass bezeichnet, das die grosse Elle war. Die kleine Elle wurde Braccio genannt und hatte eine Länge von 54,411 Zentimeter.
- 1 Reve = 117,89 Zentimeter